# Aztréonam
L'aztréonam est un agent antibactérien de la classe des monobactames. 
Il est le premier représentant des monobactames, qui appartiennent à la famille des bêta-lactames. Cet antibactérien est utilisé en milieu hospitalier dans le cadre d'infections sévères.
L’aztréonam est obtenu par synthèse totale. Les avantages de cette molécule sont une distribution extravasculaire et tissulaire rapide et l’absence d’accidents d’entérites pseudomembraneuses par respect du microbiote intestinal humain. 

## Pharmacodynamie

### Mécanisme d'action
L'aztréonam fait partie de la famille des β-lactamines, et partage donc un mécanisme d'action commun avec les autres molécules de cette classe. Son effet repose sur l'inhibition de la synthèse du peptidoglycane bactérien, la structure recouvrant la membrane plasmique. Cela mène d'une part un effet bactériostatique (endiguant la croissance bactérienne) et d'autre part à un effet bactéricide (mort de la bactérie) via l'activation d'enzymes lytiques.

### Spectre antibactérien
L'aztréonam possède un spectre étroit limité aux bactéries à gram négatif. Il peut donc être utilisé sur les entérobactéries Proteus spp.,  Shigella spp., Escherichia coli mais aussi sur Pseudomonas aeruginosa, Haemophilus influenzae ainsi que sur Neisseria gonorrhoeae. La prescription de cette molécule doit s'appuyer sur l'antibiogramme.

### Résistances
Les bactéries gram positif ainsi que les anaérobies possèdent une résistance naturelle à cette molécule. Il existe cependant des résistances acquises malgré la grande stabilité des monobactames vis-à-vis des β-lactamases. Les entérobactéries productrices de BLSE (β-lactamase à spectre élargi) et certaines céphalosporinases sont capables d'inactiver l'aztréonam.

## Pharmacocinétique
La biodisponibilité par voie orale est quasiment nulle et impose l'administration par voie parentérale. L'aztréonam diffuse dans tous les tissus à l'exception du liquide cérébrospinal (LCS) — contre-indiquant l'utilisation en cas de méningite bactérienne — et dans les sécrétions bronchiques. Sa demi-vie est courte (1,6 à 2 heures) ce qui nécessite de répéter régulièrement les injections. L'excrétion est majoritairement rénale sous forme inchangée. Cette dernière caractéristique permet son emploi dans les infections urinaires.

## Indications thérapeutiques
Wikipédia ne donne pas d'avis médical : seul un professionnel (médecin, pharmacien, etc.) est habilité à le faire.
L’aztréonam, administré par voie intramusculaire ou intraveineuse, est indiqué dans les situations suivantes, :
- les infections graves des voies urinaires hautes et basses ;
- les infections sévères à bactéries gram négatif sensibles : infections bronchopulmonaires, septicémies, infections de la peau et parties molles, infections intra-abdominales, infections gynéco-obstétricales. Les méningites à méningocoque ne sont pas une indication.

L'utilisation d'un autre agent antibiotique de manière concomitante est souvent d'usage afin de couvrir les bactéries à gram positif. On peut l'associer avec les aminosides ou la pipéracilline.
L'aztréonam existe également en poudre pour nébuliseur (dénomination commerciale : Cayston,) permettant son administration par voie inhalée. Il est utilisé dans le traitement des infections pulmonaires chroniques dues à Pseudomonas aeruginosa chez le patient atteint de mucoviscidose.

## Contre-indications
La seule contre-indication est l'hypersensibilité à l'aztréonam. La grossesse et l'allaitement ne sont pas des contre-indications.

## Effets indésirables
L'aztréonam et les molécules de la famille des β-lactames présentent généralement une bonne tolérance.
La monographie liste les effets indésirables connus. Ils incluent entre autres des troubles digestifs et hématologiques transitoires.

## Allergies
Il n'y a aucune allergie croisée avec les autres β-lactames : pénicillines, céphalosporines…

## Compatibilité
L’Azactam peut être dilué dans la plupart des solutions de perfusion en particulier chlorure de sodium 0,45 et 0,9 %, glucose 5 et 10 %, mannitol 5 et 10 %.

## Caractéristiques physicochimiques

### Synthèse
L'aztréonam peut être synthétisé à partir de l’acide 3-aminomonobactamique (3-AMA).
- Spectroscopie UV : les spectres UV dans l’eau et le méthanol sont très différents (voir spectre UV de l’aztréonam 10 μg·mL-1 dans la phase mobile en annexe). Les caractéristiques UV de l’aztréonam sont pH dépendantes. Un point isobestique est présent à 250 nm.

- pKa : les valeurs de pKa des groupements sulfonyle, amine (chimie) et carboxyle sont respectivement -0,7 ; 2,75 et 3,91. À pH compris entre 0 et 10, l’aztréonam peut exister sous forme zwitterion, monoanion ou dianion.

- Solubilité : la solubilité du zwitterion de l’aztréonam est limitée à pH 1-3 mais avec l’ionisation de la fonction carboxyle, elle augmente à pH supérieur à 3.

## Stabilité
Les deux produits de dégradation principaux sont l’isomère E et le produit de dégradation provenant de l’ouverture du noyau bêta-lactame. 
Les autres produits de dégradation décrits sont la forme désulfonée et des oligomères.
La réaction d’isomérisation Z-aztréonam = E-aztréonam est la plus importante. Cette réaction est 100 fois plus importante que la réaction parallèle Z-aztréonam → produits, celle-ci étant elle-même 4 fois plus importante que la réaction E-aztréonam → produits.
L’aztréonam est utilisé à une concentration de 5 mg·L-1 et 20 mg·L-1. La formulation inclut du glucose 5 % ou du chlorure de sodium 0,9 %. 
L’aztréonam à une concentration de 10 mg·L-1 et 20 mg·L-1 dans du NaCl 0,9 % est stable pendant 48 heures à 25 °C et pendant 7 jours à 4 °C.
Le temps nécessaire pour atteindre 10 % de décomposition d’une solution d’aztréonam à 20 g·mL-1 dans du NaCl 0,9 % conservée à 4 °C est 267 jours.
L’aztréonam à 10 mg·L-1 dans du NaCl 0,9 % est stable jusqu’à 30 heures à température ambiante et 94 heures au réfrigérateur.
Une étude de stabilité de solutions d’aztréonam (5 mg·L-1 et 20 mg·L-1) dans du glucose 5 % et du chlorure de sodium 0,9 % dans des diffuseurs en polyisoprène valide une durée de 24 heures à 37 °C et de 8 jours au réfrigérateur.
Une autre étude rapporte une stabilité de 48 heures à température ambiante dans des seringues en polypropylène.